# Saint-Léonard (Seine-Maritime)
Saint-Léonard település Franciaországban, Seine-Maritime megyében. Lakosainak száma 1699 fő (2022. január 1.). Saint-Léonard Criquebeuf-en-Caux, Épreville, Fécamp, Froberville, Les Loges, Vattetot-sur-Mer és Yport községekkel határos.

## Népesség
A település népessége az elmúlt években az alábbi módon változott:
| Lakosok száma | 1813 | 1752 | 1775 | 1724 | 1717 | 1709 | 1702 | 1713 | 1699 |
|               | 2013 | 2015 | 2016 | 2017 | 2018 | 2019 | 2020 | 2021 | 2022 |